# Тильман Ґамерський
Тильман Ґамерський (пол. Tylman Gamerski, Tylman z Gameren, 3 липня 1632, Утрехт — 1706, Варшава) — відомий польський архітектор голландець за походженням, представник стилю зрілого бароко. Перебував під впливом північного бароко з елементами класицизму.

## Біографія
Народився в місті Утрехт, що залишився в лоні католицизму у переважно протестантській Голландії.
1650 року перебрався в Італію, де продовжив навчання. У Венеції став відомим як художник батальних картин. Мандрував по Італії та Німеччині.
У 1660 році зустрівся з польським князем Єжи Себастьяном Любомирським, польним гетьманом коронним. На запрошення Єжи Любомирського перебрався в Польщу на службу військовим інженером. Перші роки в Польщі працював на побудові фортець. Добра освіта та різнобічність обдарувань призвели до переходу на побудову цивільних та церковних споруд.
За наказом Сейму 1685 року отримав звання шляхтича, одружився з Анною Коморовською.
Проектував палаци, костели, розплановував барокові сади. Зробив добру кар'єру як архітектор, бо працював над замовленнями спочатку короля Міхала Корибута Вишневецького, а потім — Яна III Собеського.
Помер у Варшаві, був похований у костелі домініканців.

## Перелік головних споруд
- Уяздовський замок, Варшава;

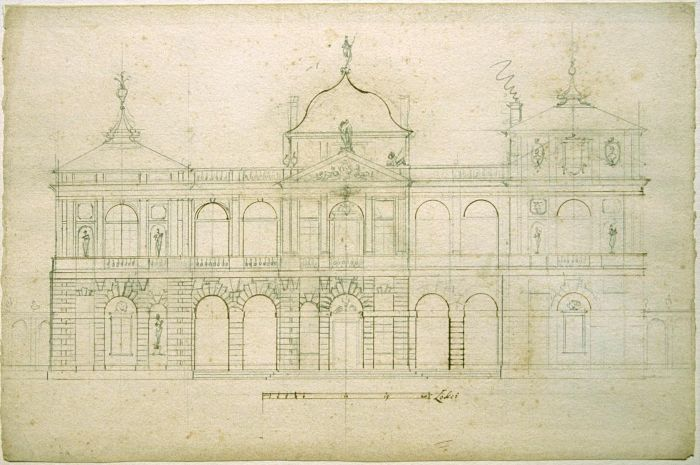
Проєкт. Палац Сандомирських, Варшава (пізніше палац Г. Брюля)

- Палац Сандомирських, Варшава (пізніше палац Г. Брюля);
- Замок Острозьких, Варшава;
- Павільйон лазень для Любомирського, Варшава (перебудовані на Лазенківський палац Доменіко Мерліні);
- Палац Красінських, Варшава;
- Палац Браницких, Білосток (перебудови у XVIII ст.);
- Палац Любомирських, Любартів;
- Палац Раздієвських, Неборув;
- Королівська каплиця Собеських, Гданськ;
- Костел святої Анни, Краків;
- Костел Св. Казимира (сакраметок), Варшава;
- Костел святої Урсули, Львів (імовірно).

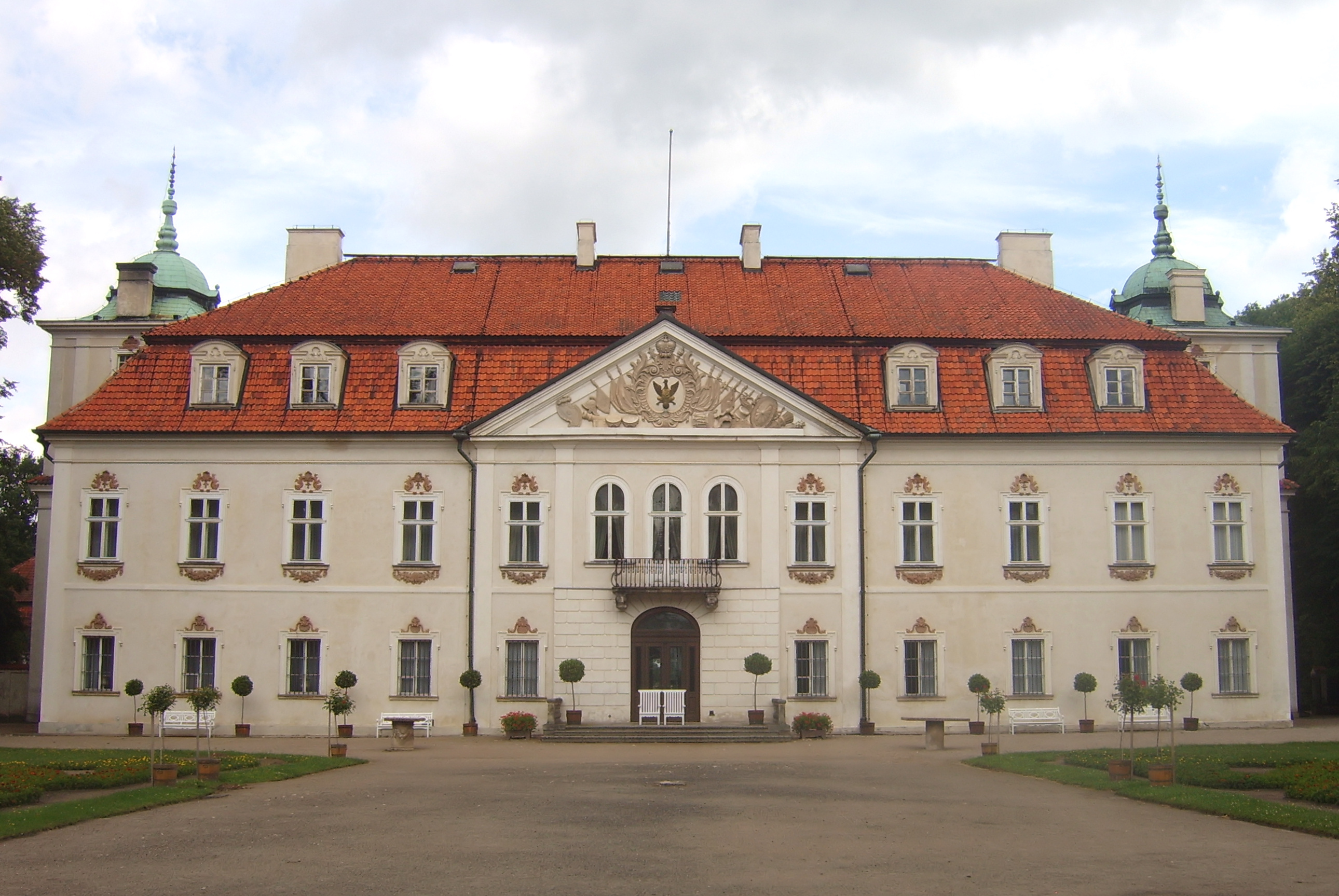
Палац у Неборові
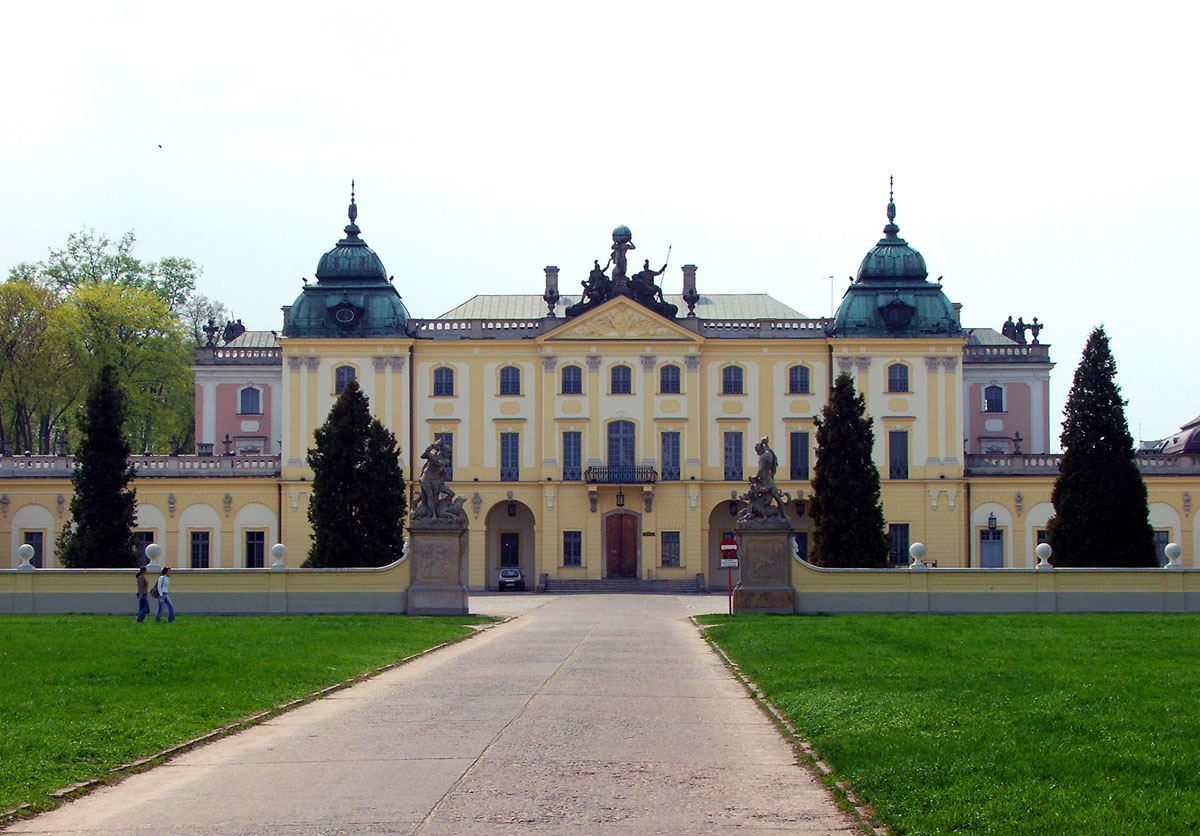
Палац Браницьких у Білостоку
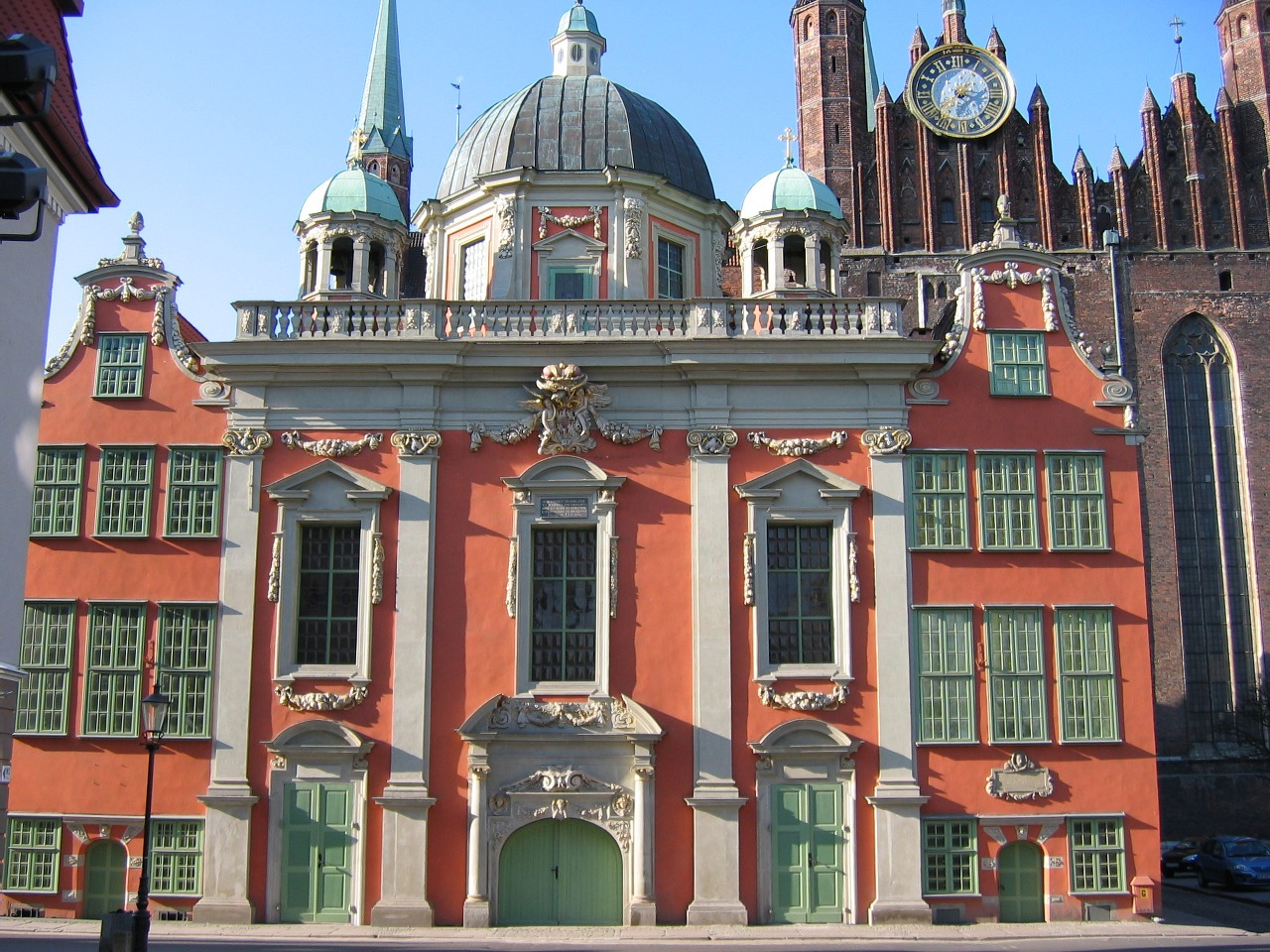
Королівська каплиця Собеських у Гданську
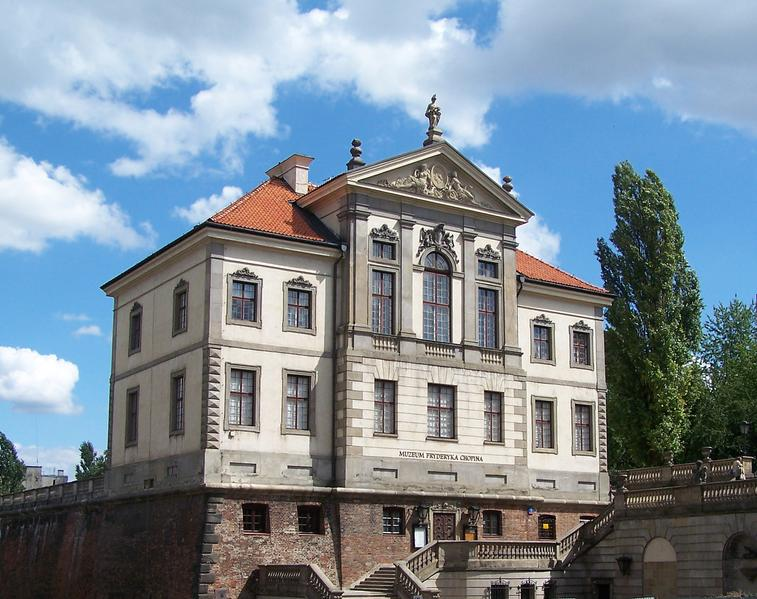
Замок Острозьких у Варшаві
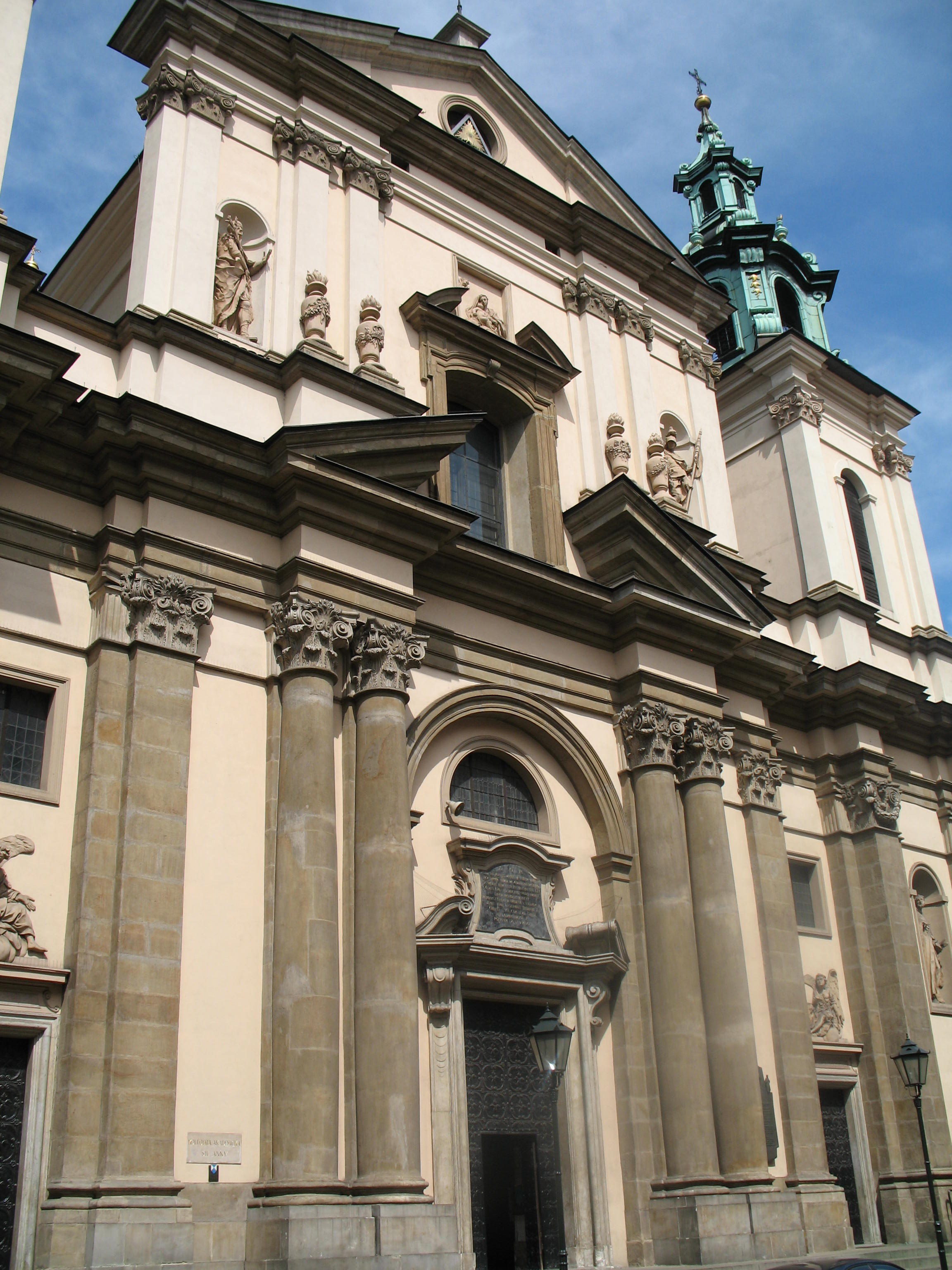
Костел Святої Анни у Кракові
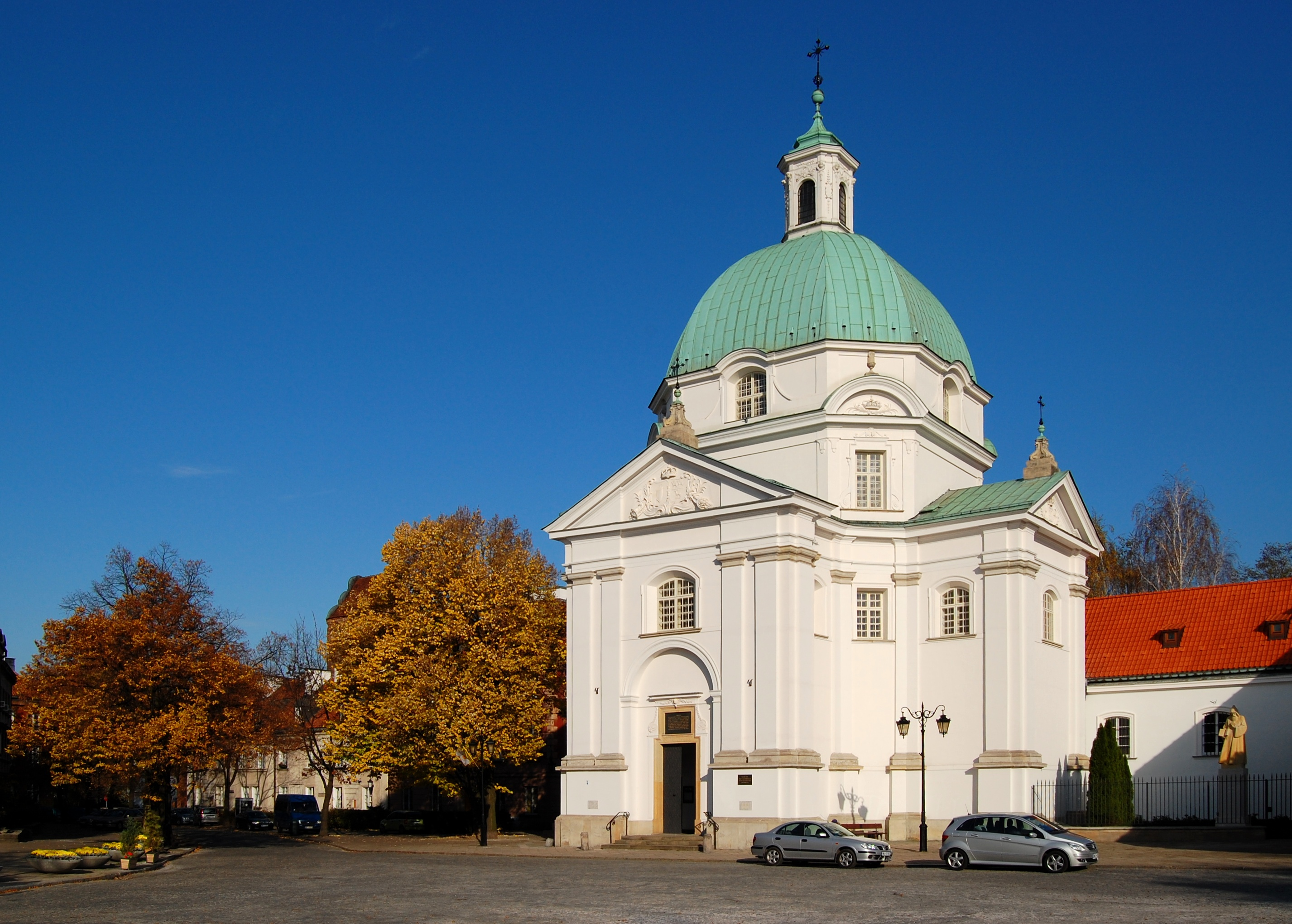
Костел Святого Казимира у Варшаві